# Gabriel Häsler
Gabriel Häsler (* 10. Juni 1980) ist ein Schweizer evangelischer Theologe, Eventredner, Blogger, Musicalproduzent und Leiter der kirchlichen Non-Profit-Organisation „Netzwerk Schweiz“.

## Leben und Wirken
Gabriel Häsler ist im Kanton Thurgau aufgewachsen. Er kam als 16-Jähriger in eine Pflegefamilie, flog von der Schule, brach drei Lehren ab, war gezeichnet von Drogenmissbrauch und hatte Selbstmordgedanken. Während eines christlichen Musicals hatte er ein spirituelles Erlebnis und entschied sich, sein Leben Gott anzuvertrauen. Danach ließ er sich ab 1999 beim christlichen Fernsehen als Kameramann und Video-Operator ausbilden. Über eine Weiterbildung beim Schweizer Fernsehen wurde er Videoproduzent und hatte danach eine eigene Firma. Von 2005 bis 2008 belegte er zusammen mit seiner Frau das Fach Theologie am International Seminary of Theology and Leadership (ISTL) in Zürich.
Noch während dem Studium zog Häsler zusammen mit seiner Frau nach Basel und gründete 2007 die Evangelisationsplattform „Netzwerk Basel“ auf, deren Leitung er bis 2012 innehatte. Drei Jahre später entstand daraus die Dachorganisation „Netzwerk Schweiz“, die er seither leitet. Er ist Musicalproduzent, Initiator und Gesamtleiter der „Life on Stage – Musicals & Message“ Arbeit. Zusammen mit einem Team aus Künstlern und Planern bringt er seit 2014 die Musical-Reihe „Life on Stage“ in verschiedenen Regionen der Schweiz und Deutschland auf die Bühne. 2019 gab es mit Hamburg und Dresden die ersten Aufführungen in Deutschland. Träger des Projekts sind die Vereine „Netzwerk Schweiz“ (Aarau im Kanton Aargau) und „Netz-Werk Deutschland“ (Hamburg), Partner sind Bibel TV und Radio Life Channel von ERF Medien (Schweiz). Als freier Theologe und Eventredner ist er im Auftrag von Frei- und Landeskirchen tätig.
Gabriel Häsler ist seit 2006 mit seiner Ehefrau Madeleine verheiratet und hat mit ihr drei Kinder. 2021 zogen sie von Aarau in die Musical-Hauptstadt Hamburg um, wo sie neben ihrer Tour-Arbeit auch ein „Life on Stage“-Theater aufbauen.

## Auszeichnungen
Die Evangelische Nachrichtenagentur idea wählte im Jahr 2022 das Ehepaar Häsler bei den „Hoffnungsträger des Jahres“ zu den „Evangelisten des Jahres“. Geehrt wurden sie für die Evangelisationskampagne für Kirchendistanzierte. Bei dem zweigeteilten Programm von „Life on Stage“ folgt nach einem einstündigen Musical zu einer wahren Lebensgeschichte eine evangelistische Ansprache von Häsler.

## Veröffentlichungen
Musicals „Life on Stage – Musicals & Message“
- 2014: Musical «Life on Stage» (DVD)
- 2018: Worship. Die Besten Songs aus den Musicals (CD)
- 2019: Claudia. Suche nach Heilung (DVD)
- 2019: Manuela & Vladimir. Zerbrochenes Familienglück (DVD)
- 2019: Rebekka. Wilde Jugend (DVD)
- 2020: Thomas. Leben auf die harte Tour (DVD)
- 2021: Melanie. Beib bei mir, Mama! (DVD)
- 2025: Sanela. Heilung zerbrochener Herzen